# Klaus Michael Grüber
Klaus Michael Grüber, född 4 juni 1941 i Neckarelz i Mosbach, Baden (numera Baden-Württemberg), död 22 juni 2008 på Belle-Île i Bretagne, var en tysk teaterregissör och skådespelare.

## Biografi
1962 började Klaus Michael Grüber som regiassistent hos Giorgio Strehler på Piccolo Teatro i Milano. Där debuterade han 1967 som regissör med Bertolt Brechts scenadaption av Anna Seghers hörspel Der Prozess der Jeanne d’Arc zu Rouen 1431. Han stannade i Milano till 1969 och frilansade sedan i Zürich, Freiburg im Breisgau, Bremen, Stuttgart, Düsseldorf och Frankfurt am Main. 1972 regisserade han sin första uppsättning på Berliner Schaubühne, Ödön von Horvaths Geschichten aus dem Wiener Wald (på svenska An der schönen blauen Donau). Vid sidan av sporadiskt regiarbete på Schaubühne fortsatte Grüber att frilansa runtom i Tyskland och utomlands såsom på Comédie-Française och Peter Brooks Bouffes-du-Nord i Paris, Akademietheater och Burgtheater i Wien och Théâtre Royal de la Monnaie i Bryssel. Första gången Grüber samarbetade med skådespelaren Bernhard Minetti var då han satte upp Samuel Becketts Das letzte Band (Krapps sista band) på Theater Bremen. Samarbetet kulminerade då Minetti spelade titelrollen då Grüber satte upp  Faust (första delen) till 150-årsminnet av Johann Wolfgang Goethes död 1982 på Theater der Freien Volksbühne i Berlin där Grüber gjorde Faust till en evig vandrare i en värld utan mening i Becketts anda. Grüber samarbetade upprepade gånger även med skådespelaren Bruno Ganz som i uppsättningen av William Shakespeares Hamlet på Schaubühne, också 1982. Från slutet av 1990-talet ägnade sig Klaus Michael Grüber framförallt åt att regissera opera på de stora scenerna runtom i Europa. Hans sista inscenering var Ferruccio Busonis opera Doktor Faust 2006 på Opernhaus Zürich. Hans uppsättningar gästade återkommande festivaler som Berliner Theatertreffen, Festival d'automne i Paris och Salzburger Festspiele liksom i Bobigny, Aix-en-Provence och Nanterre. Som filmskådespelare blev han mest uppmärksammad för sin roll i De älskande på Pont Neuf 1991. Bland utmärkelser han tilldelats kan nämnas den franska hederslegionen 2007 och Arts et Lettres-orden. Han var medlem av Akademie der Künste.